# Turó de l'Oriol (Seva)
El Turó de l'Oriol és una muntanya de 1.224 metres que es troba entre els municipis de Seva i de Viladrau, a la comarca d'Osona.